# Hunting-Clan Air Transport
Hunting-Clan Air Transport war eine britische Fluggesellschaft mit Sitz in London-Heathrow und Bovingdon.

## Geschichte
Hunting-Clan Air Transport wurde im Oktober 1953 gegründet und ging aus der Hunting Air Transport hervor, nachdem eine Vereinbarung zwischen der Hunting Group und der Clan-Linie getroffen wurde. Beide investierten jeweils 500.000 Pfund in das neue Unternehmen, Hunting-Clan Air Holdings Ltd., für die kombinierte Gruppe von Transportbeteiligungen. Dazu gehörte neben Hunting-Clan Air Transport auch Field Air Services Ltd, die Wartungssparte der Hunting Group. 

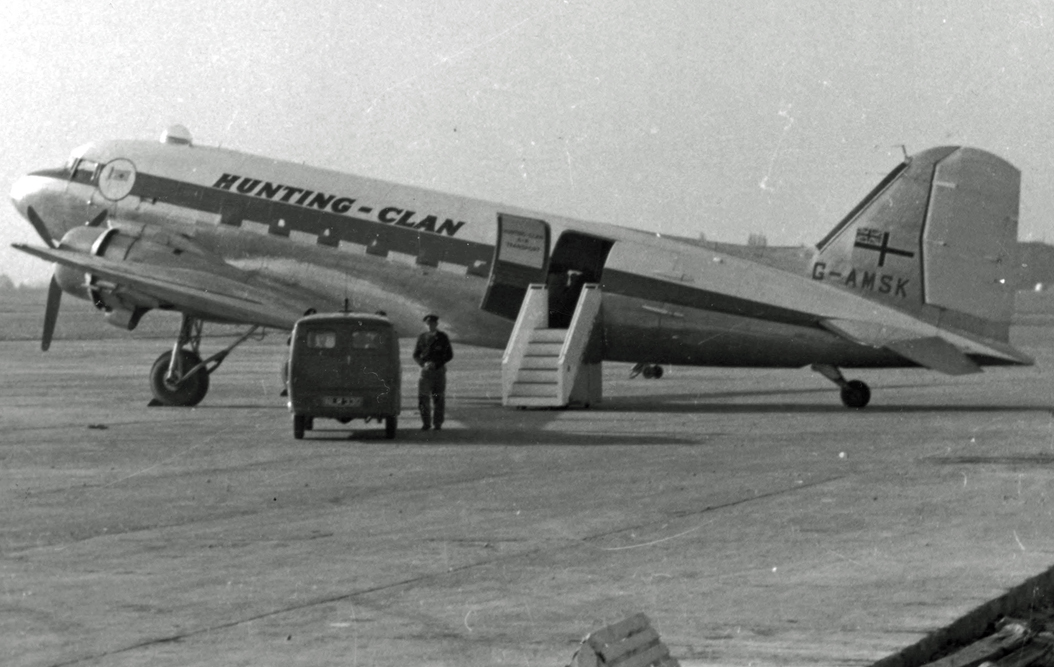
Douglas DC-3 der Hunting-Clan Air Transport, Flughafen Manchester 1954

Mit 7 Douglas DC-3 wurden die inländischen Linienstrecken erweitert und eine neue Linie von Glasgow über Newcastle nach Paris eröffnet. Im Mai 1954 wurde eine dritte Billigflugstrecke nach Afrika eröffnet. Sie führte entlang dessen Westküste über Tanger und Dakar nach Bathurst, Freetown und Accra. 
Im Oktober 1954 wurde der Londoner Abflughafen nach London Heathrow verlegt, Bovingdon jedoch als Wartungsbasis beibehalten.
Schon 1953 waren drei Vickers Viscount 700 bestellt worden und wurden mit den Werknummern 74, 75 und 76 im Frühsommer 1955 ausgeliefert. Sie wurden auf Linienflügen nach Skandinavien eingesetzt. Dieses Unterfangen erwies sich weitgehend als Reinfall, weswegen alle drei Viscounts für rund zwei Jahre an die libanesische Middle East Airlines vermietet wurden.
Im Jahr 1957 stellte der Hunting-Clan auch sein Netz im nördlichen Großbritannien ein, was zur Schließung seiner Basis in Newcastle führte. Der Betrieb und die technischen Einrichtungen von Hunting-Clan in Newcastle wurden von BKS Air Transport übernommen, einem weiteren neuen unabhängigen britischen Unternehmen. 
Ebenfalls im Jahr 1957 wandelten Hunting-Clan und Airwork ihre erfolgreichen „Safari“-Charter für das östliche, westliche und südliche Afrika in reguläre Touristenrouten um und ersetzte die langsamen Vikings durch die Turboprop-Maschinen Vickers Viscount, wodurch auch die Anzahl der Zwischenlandungen und Übernachtungen etwas reduziert werden konnte. Die Regierung zwang die Unabhängigen, zusätzliche Stopps beizubehalten, die nicht mehr notwendig waren, da die Viking durch die Douglas DC-6 und die Vickers Viscounts ersetzt wurden. Hunting wurde auch gezwungen, den gesamten Verkehr auf einer 30:70-Basis mit BOAC zu teilen. Trotz dieser Einschränkungen waren die Flüge der unabhängigen Fluggesellschaften fünf Monate lang bis zwei Wochen vor dem Start ausgebucht. Als die afrikanischen Kolonien Großbritanniens unabhängig wurden, wurde „Safari“ zu vollwertigen Linien umgebaut. Um sich die Verkehrsrechte zwischen dem Vereinigten Königreich und den neuen unabhängigen afrikanischen Nationen zu sichern, begannen Hunting-Clan und Airwork, Vereinbarungen über die Aufteilung der Einnahmen mit BOAC und den nationalen Fluggesellschaften der jeweiligen Länder abzuschließen.
Da sich die Viscounts auf den Kolonial-Strecken als überaus populär und wirtschaftlich erwiesen hatten, bestellte Hunting-Clan im Jahr 1958 drei weitere Maschinen der größeren Baureihe Viscount 800 zur Lieferung für 1959. Sie wurden auch im schnell zunehmenden Markt der Inclusive Tours eingesetzt, vor allem von Manchester aus den Mittelmeerraum.
Ab 6. Januar 1958 konnten die Vikings auch auf der Strecke nach Accra durch die neuen Viscount 800 ersetzt werden, wobei nur noch eine Übernachtung (auf Las Palmas) notwendig war.
Die vier immer noch im Einsatz auf den Afrika-Frachtstrecken befindlichen vier Avro Yorks mit ihrer niedrigen Dienstgipfelhöhe (normalerweise nicht über 10.000 Fuß), langsamen Reisegeschwindigkeit und fehlenden Ausweichmöglichkeiten bei Gewittern mangels Wetterradar erwiesen sich als zunehmend ungeeignet für das oft schnell wechselnde und gefährliche Wetter über Afrika. Daher bezog Hunting-Clan im Herbst 1958 zwei fabrikneue Frachter des Typs Douglas DC-6A, die bis Anfang 1959 die alternden Yorks vollständig ersetzt hatten.
Ende 1958 bekam Hunting zwei fabrikneue Bristol Britannia mit je 124 Sitzen geliefert, die eigentlich für neue Passagierstrecken nach Zentralafrika gedacht waren. Stattdessen fanden sie eine gewinnbringende Beschäftigung bei einem neuen Regierungsauftrag für den Langstrecken-Truppentransport von London nach Singapur und Hongkong. Der Vertrag mit dem Air Ministry umfasste 6 Flüge pro Monat, und der erste Flug dieses Auftrags startete am 15. Mai 1959 von London-Heathrow.
Die wenigen verbliebenen Vikings wurden hauptsächlich für ad-hoc-Charterflüge von London-Heathrow aus eingesetzt. Im Mai 1960 wurden die letzten davon an Tradair in Southend verkauft.
Im Jahr 1958 hatte der Hunting-Clan erhebliche Verluste erlitten. Der erfolgreiche Versuch, den Truppentransport von Airwork nach Singapur zu übernehmen, war zu niedrig angesetzt, um Spielraum für die Abschreibung des Flugzeugs zu lassen. Zu dieser Zeit machte der Truppentransport den größten Teil des Gesamtgeschäfts von Hunting aus. Dem Unternehmen ging es schlecht Die Finanzergebnisse verschlechterten sich. Auch vor dem Hintergrund der Entscheidung der Regierung des konservativen Premierministers Harold Macmillan, den Luftfahrtbereich in größeren Einheiten zusammenzufassen und das Monopol der Staatsfluggesellschaften zu reduzieren, führte das Unternehmen Gespräche mit der Airwork Group über eine mögliche Allianz, einschließlich einer vollständigen Zusammenlegung seiner Flugzeugsparten. 
Im März 1960 hatten die Aktionäre des Hunting-Clans und der Airworks den Fusionsbedingungen zugestimmt. Es folgte eine öffentliche Ankündigung, dass ihre Gesellschaften und Tochtergesellschaften ab Juni 1960 alle Aktivitäten in der neuen British United Airways zusammenführen wollten. Am 1. Juli 1960 wurde Hunting-Clan Air Transport zusammen mit Airwork (UK) und Air Charter (UK) zusammengeschlossen und daraus British United Airways gebildet. In diesem Zusammenhang wurden auch alle Flugzeuge von Hunting-Clan auf den Flughafen London-Gatwick verlegt.
Alle anderen luftfahrtbezogenen Aktivitäten wurden weiter betrieben, z. B. Wartung und Flugzeugmodifikationen. Die Hunting-Gruppe benannte im September 1992 auch ihre Tochtergesellschaft Air Bridge Carriers in Hunting Cargo Airlines um und stieg somit für eine Weile erneut ins aktive Fluggeschäft ein.

## Flotte

### Flotte bei Betriebseinstellung
- 2 × Bristol Britannia
- 2 × Douglas DC-3
- 2 × Douglas DC-6
- 3 × Vickers Viscount 800

### Zuvor eingesetzte Flugzeuge
- Avro Anson
- Avro York
- De Havilland DH.89 Dragon Rapide
- Vickers Viking
- Vickers Viscount 700

## Zwischenfälle
- Am 18. Februar 1956 wurde eine Douglas DC-3/C-47B-10-DK der Hunting-Clan Air Transport (Luftfahrzeugkennzeichen G-AMSL), die für Kuwait National Airways betrieben wurde, auf dem Flugplatz Dukhan (Qatar) irreparabel beschädigt. Über Personenschäden ist nichts bekannt.[14][15][16][17]

- Am 22. Oktober 1958 wurde eine Douglas DC-3/C-47B-5-DK der Hunting-Clan Air Transport (G-AMVB), betrieben für Hunting Aerosurveys, auf dem Flughafen von Masdsched Soleyman (Iran) durch einen Brand zerstört. Über Personenschäden ist nichts bekannt.[18][19][20][21]

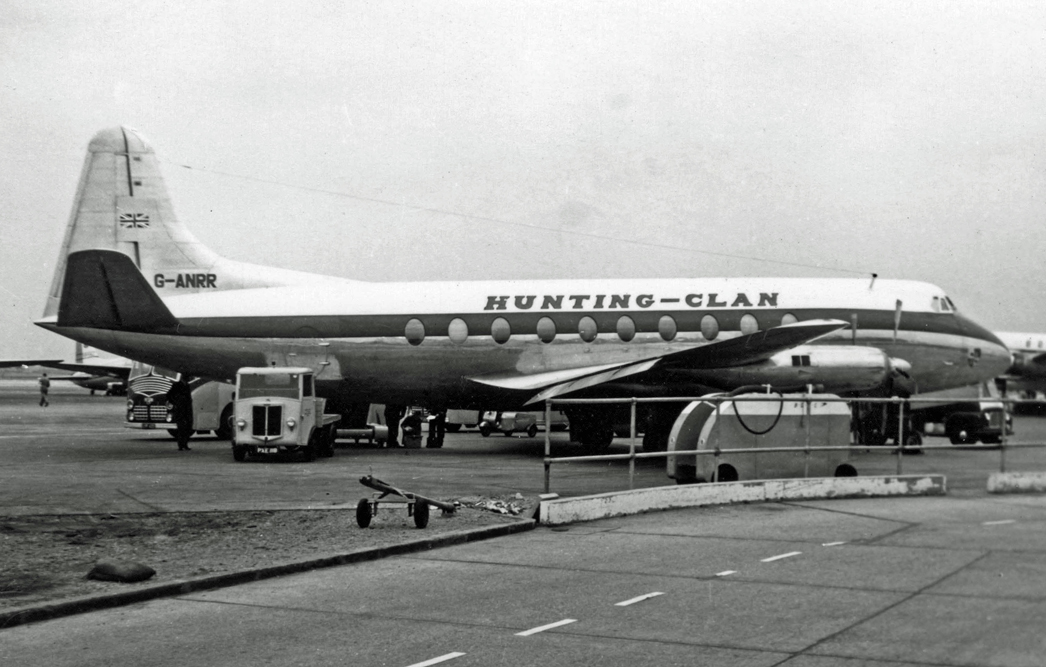
Vickers Viscount G-ANRR der Hunting-Clan Air Transport, Flughafen London Heathrow 1955. Mit dieser Maschine ereignete sich 1958 ein tödlicher Flugunfall

- Am 2. Dezember 1958 stürzte eine Vickers Viscount 732 der Hunting-Clan Air Transport (G-ANRR) auf einem Testflug nach einer Generalüberholung in den Boden. In rund 1000 Fuß Höhe brach die rechte Tragfläche ab und die Maschine stürzte 4 Kilometer nordnordöstlich des Flugplatzes Farnborough, 26 Kilometer südwestlich des Startflughafens London Heathrow ab. Es war zu einem Strukturversagen in der Luft gekommen, weil bei der Wartung die Seile der Höhenrudertrimmung vertauscht worden waren und außerdem die nachlässige Funktionsüberprüfung der Trimmung durch das Wartungspersonal den Fehler unbemerkt ließ. Alle 6 Besatzungsmitglieder, die einzigen Insassen, wurden getötet (siehe auch Flugunfall der Hunting-Clan Air Transport bei Frimley).[22][23]